# Женская сборная Украины по футболу
Женская национальная сборная Украины по футболу (укр. Жіноча національна збірна України з футболу) — команда, представляющая Украину на международных соревнованиях по футболу среди женских команд. Организацию, управление и контроль обеспечивает Украинская ассоциация футбола (УАФ).
Организована в 1992 году. Первый матч провела 30 июня 1992 года. Сборная не выступала на Олимпийских играх и не принимала участие в чемпионатах мира. Один раз участвовала в чемпионате Европы (2009), результат — групповой этап, 4-е место в группе A (суммарное 10-е место из 12-ти команд).
Наибольшее количество матчей за сборную сыграла Людмила Пекур — 110 матчей; лучший бомбардир сборной — Дарья Апанащенко (44 мяча). Действующий капитан сборной — Дарья Апанащенко, полузащитник турецкого «Фомгета» из Анкары. Главный тренер сборной — Владимир Пятенко.
По состоянию на 25 августа 2023 года сборная занимает 33-е место среди женских футбольных сборных в рейтинге ФИФА и 22-е место среди европейских женских футбольных сборных.

## История
Свой дебютный международный матч национальная женская сборная Украины провела 30 июня 1992 года против сборной Молдавии (0:0), который состоялся в 18:00 по местному времени на «Республиканском стадионе» в Киеве. В отборочном турнире к чемпионату Европы 1993 участия не принимала.
15 октября 2018 года федерация футбола Украины утвердила на должность главного тренера женской сборной Наталью Зинченко, которая являлась на тот момент тренером команды «Жилстрой-2» и женской молодёжной сборной Украины (которая под её руководством добыла путёвку в элитный раунд отбора к Евро-2019). Контракт Зинченко был рассчитан до 30 ноября 2020 года, то есть до конца отборочного турнира чемпионата Европы 2021 года.

## Стадион
Свои домашние матчи сборная Украины в основном проводит на стадионе «Оболонь-Арена» в Киеве, вместимость которого рассчитана на 5100 зрителей.
9 апреля 2021 года впервые сборная Украины провела матч на стадионе «Колос» в Ковалёвке в рамках плей-офф чемпионата Европы 2022 против сборной Северной Ирландии (1:2). Стадион был реконструирован в августе 2020 года с новой вместимостью 5050 зрителей.

## Последние результаты и предстоящие матчи
| Период    | Статья                                               |
| --------- | ---------------------------------------------------- |
| 1992—1999 | Матчи женской сборной Украины по футболу (1992—1999) |
| 2000—2009 | Матчи женской сборной Украины по футболу (2000—2009) |
| 2010—2019 | Матчи женской сборной Украины по футболу (2010—2019) |
| 2020—2029 | Матчи женской сборной Украины по футболу (2020—2029) |

## История выступления на международных турнирах

### Чемпионаты Европы
| Финальная стадия | Финальная стадия       | Финальная стадия       | Финальная стадия       | Финальная стадия       | Финальная стадия       | Финальная стадия       | Финальная стадия       | Финальная стадия       | Финальная стадия       |                        | Квалификация   | Квалификация   | Квалификация   | Квалификация   | Квалификация   | Квалификация   | Квалификация   |                |
| Год              | Раунд                  | Место                  | И                      | В                      | Н                      | П                      | МЗ                     | МП                     | РМ                     | И                      | В              | Н              | П              | МЗ             | МП             | РМ             |                |                |
| ---------------- | ---------------------- | ---------------------- | ---------------------- | ---------------------- | ---------------------- | ---------------------- | ---------------------- | ---------------------- | ---------------------- | ---------------------- | -------------- | -------------- | -------------- | -------------- | -------------- | -------------- | -------------- | -------------- |
| 1993             | Не участвовала         | Не участвовала         | Не участвовала         | Не участвовала         | Не участвовала         | Не участвовала         | Не участвовала         | Не участвовала         | Не участвовала         | Не участвовала         | Не участвовала | Не участвовала | Не участвовала | Не участвовала | Не участвовала | Не участвовала | Не участвовала | Не участвовала |
| 1995             | Не прошла квалификацию | Не прошла квалификацию | Не прошла квалификацию | Не прошла квалификацию | Не прошла квалификацию | Не прошла квалификацию | Не прошла квалификацию | Не прошла квалификацию | Не прошла квалификацию | Не прошла квалификацию | 6              | 2              | 1              | 3              | 9              | 12             | −3             |                |
| 1997             | Не прошла квалификацию | Не прошла квалификацию | Не прошла квалификацию | Не прошла квалификацию | Не прошла квалификацию | Не прошла квалификацию | Не прошла квалификацию | Не прошла квалификацию | Не прошла квалификацию | Не прошла квалификацию | 8              | 7              | 1              | 0              | 17             | 5              | +12            |                |
| 2001             | Не прошла квалификацию | Не прошла квалификацию | Не прошла квалификацию | Не прошла квалификацию | Не прошла квалификацию | Не прошла квалификацию | Не прошла квалификацию | Не прошла квалификацию | Не прошла квалификацию | Не прошла квалификацию | 8              | 1              | 2              | 5              | 7              | 18             | −11            |                |
| 2005             | Не прошла квалификацию | Не прошла квалификацию | Не прошла квалификацию | Не прошла квалификацию | Не прошла квалификацию | Не прошла квалификацию | Не прошла квалификацию | Не прошла квалификацию | Не прошла квалификацию | Не прошла квалификацию | 8              | 2              | 1              | 5              | 7              | 21             | −14            |                |
| 2009             | гр. турнир             |                        | 3                      | 1                      | 0                      | 2                      | 2                      | 4                      | −2                     | 10                     | 8              | 1              | 1              | 20             | 3              | +17            |                |                |
| 2013             | Не прошла квалификацию | Не прошла квалификацию | Не прошла квалификацию | Не прошла квалификацию | Не прошла квалификацию | Не прошла квалификацию | Не прошла квалификацию | Не прошла квалификацию | Не прошла квалификацию | Не прошла квалификацию | 10             | 5              | 1              | 4              | 22             | 10             | +12            |                |
| 2017             | Не прошла квалификацию | Не прошла квалификацию | Не прошла квалификацию | Не прошла квалификацию | Не прошла квалификацию | Не прошла квалификацию | Не прошла квалификацию | Не прошла квалификацию | Не прошла квалификацию | Не прошла квалификацию | 8              | 4              | 1              | 3              | 14             | 12             | +2             |                |
| 2022             | Не прошла квалификацию | Не прошла квалификацию | Не прошла квалификацию | Не прошла квалификацию | Не прошла квалификацию | Не прошла квалификацию | Не прошла квалификацию | Не прошла квалификацию | Не прошла квалификацию | Не прошла квалификацию | 10             | 5              | 0              | 5              | 17             | 25             | −8             |                |
| 2025             | Не прошла квалификацию | Не прошла квалификацию | Не прошла квалификацию | Не прошла квалификацию | Не прошла квалификацию | Не прошла квалификацию | Не прошла квалификацию | Не прошла квалификацию | Не прошла квалификацию | Не прошла квалификацию | 10             | 4              | 3              | 3              | 15             | 9              | +6             |                |
| Всего            | 1/10                   | —                      | 3                      | 1                      | 0                      | 2                      | 2                      | 4                      | −2                     | 78                     | 38             | 11             | 29             | 128            | 115            | +13            |                |                |

### Чемпионаты мира
| Финальная стадия | Финальная стадия       | Финальная стадия       | Финальная стадия       | Финальная стадия       | Финальная стадия       | Финальная стадия       | Финальная стадия       | Финальная стадия       | Финальная стадия       |           | Квалификация | Квалификация | Квалификация | Квалификация | Квалификация | Квалификация | Квалификация |
| Год              | Раунд                  | Место                  | И                      | В                      | Н                      | П                      | МЗ                     | МП                     | РМ                     | И         | В            | Н            | П            | МЗ           | МП           | РМ           |              |
| ---------------- | ---------------------- | ---------------------- | ---------------------- | ---------------------- | ---------------------- | ---------------------- | ---------------------- | ---------------------- | ---------------------- | --------- | ------------ | ------------ | ------------ | ------------ | ------------ | ------------ | ------------ |
| 1995             | Не прошла квалификацию | Не прошла квалификацию | Не прошла квалификацию | Не прошла квалификацию | Не прошла квалификацию | Не прошла квалификацию | Не прошла квалификацию | Не прошла квалификацию | Не прошла квалификацию | ЕВРО-1995 | ЕВРО-1995    | ЕВРО-1995    | ЕВРО-1995    | ЕВРО-1995    | ЕВРО-1995    | ЕВРО-1995    |              |
| 1999             | Не прошла квалификацию | Не прошла квалификацию | Не прошла квалификацию | Не прошла квалификацию | Не прошла квалификацию | Не прошла квалификацию | Не прошла квалификацию | Не прошла квалификацию | Не прошла квалификацию | 8         | 3            | 1            | 4            | 10           | 19           | −9           |              |
| 2003             | Не прошла квалификацию | Не прошла квалификацию | Не прошла квалификацию | Не прошла квалификацию | Не прошла квалификацию | Не прошла квалификацию | Не прошла квалификацию | Не прошла квалификацию | Не прошла квалификацию | 6         | 2            | 1            | 3            | 9            | 12           | −3           |              |
| 2007             | Не прошла квалификацию | Не прошла квалификацию | Не прошла квалификацию | Не прошла квалификацию | Не прошла квалификацию | Не прошла квалификацию | Не прошла квалификацию | Не прошла квалификацию | Не прошла квалификацию | 8         | 5            | 1            | 2            | 20           | 11           | +9           |              |
| 2011             | Не прошла квалификацию | Не прошла квалификацию | Не прошла квалификацию | Не прошла квалификацию | Не прошла квалификацию | Не прошла квалификацию | Не прошла квалификацию | Не прошла квалификацию | Не прошла квалификацию | 12        | 5            | 3            | 4            | 24           | 15           | +9           |              |
| 2015             | Не прошла квалификацию | Не прошла квалификацию | Не прошла квалификацию | Не прошла квалификацию | Не прошла квалификацию | Не прошла квалификацию | Не прошла квалификацию | Не прошла квалификацию | Не прошла квалификацию | 12        | 7            | 2            | 3            | 37           | 13           | +24          |              |
| 2019             | Не прошла квалификацию | Не прошла квалификацию | Не прошла квалификацию | Не прошла квалификацию | Не прошла квалификацию | Не прошла квалификацию | Не прошла квалификацию | Не прошла квалификацию | Не прошла квалификацию | 8         | 4            | 1            | 3            | 9            | 10           | −1           |              |
| 2023             | Не прошла квалификацию | Не прошла квалификацию | Не прошла квалификацию | Не прошла квалификацию | Не прошла квалификацию | Не прошла квалификацию | Не прошла квалификацию | Не прошла квалификацию | Не прошла квалификацию | 8         | 3            | 1            | 4            | 12           | 20           | −8           |              |
| Всего            | 0/8                    | —                      | 0                      | 0                      | 0                      | 0                      | 0                      | 0                      | 0                      | 62        | 29           | 10           | 23           | 121          | 100          | +21          |              |

1. 1 2  В ничьи включены также матчи плей-офф, которые завершились послематчевыми пенальти.

## Текущий состав
Следующие игроки были вызваны для участия в матчах Лиги наций УЕФА против сборной Албании (30 мая 2025 года) и сборной Хорватии (3 июня 2025 года).
Игры и голы приведены по состоянию на 4 июня 2025 года:
|  | Вр  | Екатерина Самсон     | 5 июля 1988 (37 лет)      | 55  | −71 | Ворскла        |  |  |  |
|  | Вр  | Дарина Бондарчук     | 20 мая 1998 (27 лет)      | 12  | −12 | Металлист 1925 |  |  |  |
|  | Вр  | Екатерина Боклач     | 16 января 2004 (21 год)   | 1   | −0  | Нант           |  |  |  |
|  |     |                      |                           |     |     |                |  |  |  |
|  | Защ | Ольга Басанская      | 6 января 1992 (33 года)   | 93  | 4   | Металлист 1925 |  |  |  |
|  | Защ | Любовь Шматко        | 25 октября 1993 (31 год)  | 62  | 7   | Фомгет         |  |  |  |
|  | Защ | Екатерина Корсун     | 28 августа 1995 (29 лет)  | 36  | 2   | Ворскла        |  |  |  |
|  | Защ | Ирина Подольская     | 14 марта 1995 (30 лет)    | 29  | 0   | Ворскла        |  |  |  |
|  | Защ | Яна Котик            | 28 июня 2003 (22 года)    | 10  | 2   | Ворскла        |  |  |  |
|  | Защ | Марина Шайнюк        | 26 октября 2000 (24 года) | 2   | 0   | Ворскла        |  |  |  |
|  | Защ | Леся Ольхова         | 9 января 2004 (21 год)    | 1   | 0   | Металлист 1925 |  |  |  |
|  |     |                      |                           |     |     |                |  |  |  |
|  | ПЗ  | Дарья Апанащенко (к) | 16 мая 1986 (39 лет)      | 155 | 66  | Металлист 1925 |  |  |  |
|  | ПЗ  | Яна Калинина         | 14 ноября 1994 (30 лет)   | 75  | 6   | Ворскла        |  |  |  |
|  | ПЗ  | Вероника Андрухив    | 5 мая 1996 (29 лет)       | 66  | 7   | Колос          |  |  |  |
|  | ПЗ  | Натия Панцулая       | 28 декабря 1991 (33 года) | 61  | 2   | Металлист 1925 |  |  |  |
|  | ПЗ  | Анна Петрик          | 26 октября 1997 (27 лет)  | 51  | 2   | Металлист 1925 |  |  |  |
|  | ПЗ  | Николь Козлова       | 8 июля 2000 (25 лет)      | 46  | 7   | Глазго Сити    |  |  |  |
|  | ПЗ  | Виктория Гирин       | 24 октября 2000 (24 года) | 26  | 1   | Металлист 1925 |  |  |  |
|  | ПЗ  | Даяна Семкив         | 29 июля 2004 (21 год)     | 23  | 0   | Колос          |  |  |  |
|  | ПЗ  | Яна Малахова         | 17 февраля 1995 (30 лет)  | 20  | 1   | Мура Нона      |  |  |  |
|  | ПЗ  | Дарья Ивкова         | 20 марта 1993 (32 года)   | 8   | 1   | Систерс        |  |  |  |
|  |     |                      |                           |     |     |                |  |  |  |
|  | Нап | Ольга Овдийчук       | 16 декабря 1993 (31 год)  | 98  | 18  | Фомгет         |  |  |  |
|  | Нап | Роксолана Кравчук    | 7 ноября 1997 (27 лет)    | 38  | 5   | Ворскла        |  |  |  |
|  | Нап | Инна Глущенко        | 12 мая 2004 (21 год)      | 30  | 3   | Лилль          |  |  |  |
|  | Нап | Елизавета Молодюк    | 24 февраля 2004 (21 год)  | 8   | 0   | Металлист 1925 |  |  |  |

### Главные тренеры
- Александр Чубаров[укр.] (1992—1993)
- Сергей Качкаров[англ.] (1994—2000)
- Анатолий Писковец (2000—2002)
- Николай Литвин (2002—2003)
- Владимир Кулаев (2004—2006)
- Анатолий Куцев (2007—2015)
- Владимир Рева (2015—2018)
- Наталья Зинченко (2018—2021)
- Луис Кортес[англ.] (2021—2023)
- Владимир Пятенко (2023—н. в.)